# Global Heresy
Global Heresy è un film statunitense del 2002 diretto da Sidney J. Furie.